# Мелехина, Алиса
Алиса Мелехина (англ. Alisa Melekhina; род. 26 июня 1991, Симферополь) — американская шахматистка, международный мастер среди женщин (2008), мастер ФИДЕ (2011).
В составе сборной США участница 2-х командных чемпионатов мира (2009 и 2015), панамериканского чемпионата (2008).

## Изменения рейтинга
| Графики недоступны из-за технических проблем. См. информацию на Фабрикаторе и на mediawiki.org. |